# Numérotation des bits
En informatique, la numérotation des bits est la convention utilisée pour identifier les positions des bits dans un nombre binaire.

## Signification des bits et indexation

La représentation binaire de la décimale 149, avec le LSB en surbrillance. Le LSB représente une valeur de 1.

La représentation binaire non signée de la décimale 149, avec le MSB en surbrillance. Le MSB représente une valeur de 128.

En informatique, le bit le moins significatif (LSB) est la position du bit dans un entier binaire représentant la place binaire 1 de l'entier. De même, le bit le plus significatif (MSB) représente la place d'ordre le plus élevé de l'entier binaire. Le LSB est parfois appelé bit de poids faible ou bit le plus à droite, en raison de la convention de notation positionnelle consistant à écrire des chiffres moins significatifs plus à droite. Le MSB est également appelé bit de poids fort ou bit le plus à gauche . Dans les deux cas, le LSB et le MSB sont directement corrélés au chiffre le moins significatif et au chiffre le plus significatif d'un entier décimal.
L'indexation des bits correspond à la notation positionnelle de la valeur en base 2. Pour cette raison, l'index de bit n'est pas affecté par la façon dont la valeur est stockée sur le périphérique, comme l'ordre des octets de la valeur. Il s'agit plutôt d'une propriété de la valeur numérique en binaire elle-même. Ceci est souvent utilisé en programmation par décalage de bits : une valeur de 1 << n correspond au n ième bit d'un entier binaire (avec une valeur de 2n).

### Bit le moins significatif en stéganographie numérique
En stéganographie numérique, les messages sensibles peuvent être dissimulés en manipulant et en stockant des informations dans les bits les moins significatifs d'une image ou d'un fichier audio. L'utilisateur peut ensuite récupérer ces informations en extrayant les bits les moins significatifs des pixels manipulés pour récupérer le message d'origine. Cela permet au stockage ou au transfert d'informations numériques de rester cachés.

## Exemple d'entier non signé
Ce tableau illustre un exemple de valeur décimale de 149 et l'emplacement de LSB. Dans cet exemple particulier, la position de la valeur unitaire (décimal 1 ou 0) est située en position de bit 0 (n = 0). MSB représente le bit le plus significatif, tandis que LSB représente le bit le moins significatif.
| Binaire (décimal : 149)                              | 1   | 0  | 0  | 1  | 0  | 1  | 0  | 1   |
| Poids de bit pour une position de bit donnée n (2 n) | 27  | 2⁶ | 2⁵ | 2⁴ | 2³ | 2² | 2¹ | 2 0 |
| Étiquette de position de bit                         | MSB |    |    |    |    |    |    | LSB |

## Le bit le plus vs le moins significatif en premier
Les expressions bit le plus significatif en premier et bit le moins significatif en dernier sont des indications sur l'ordre de la séquence des bits dans les octets transmis sur un fil dans un protocole de transmission série ou dans un flux (par exemple un flux audio).
Le bit le plus significatif en premier signifie que le bit le plus significatif arrivera en premier : ainsi, par exemple, le nombre hexadécimal 0x12, 00010010 en représentation binaire, arrivera sous la forme de la séquence 0 0 0 1 0 0 1 0 .
Le bit le moins significatif en premier signifie que le bit le moins significatif arrivera en premier : ainsi, par exemple, le même nombre hexadécimal 0x12, à nouveau 00010010 en représentation binaire, arrivera sous la forme de la séquence (inversée) 0 1 0 0 1 0 0 0 .

## Numérotation des bits LSB 0

LSB 0 : un conteneur pour un nombre binaire de 8 bits avec le bit le moins significatif en surbrillance affecté au bit numéro 0

Lorsque la numérotation des bits commence à zéro pour le bit le moins significatif (LSB), le schéma de numérotation est appelé LSB 0. Cette méthode de numérotation des bits présente l'avantage que pour tout nombre non signé, la valeur du nombre peut être calculée en utilisant l'exponentiation avec le nombre de bits et une base de 2. La valeur d'un entier binaire non signé est donc
{\displaystyle \sum _{i=0}^{N-1}b_{i}\cdot 2^{i}}
où b i désigne la valeur du bit de numéro i, et N désigne le nombre de bits au total.

## Numérotation bit MSB 0

MSB 0 : un conteneur pour un nombre binaire de 8 bits avec le bit le plus significatif en surbrillance affecté au bit numéro 0

Lorsque la numérotation des bits commence à zéro pour le bit le plus significatif (MSB), le schéma de numérotation est appelé MSB 0.
La valeur d'un entier binaire non signé est donc
{\displaystyle \sum _{i=0}^{N-1}b_{i}\cdot 2^{N-1-i}}